# Mũi Cà Mau
Mũi Cà Mau là mũi đất  ở phía Nam tỉnh Cà Mau thuộc vùng Đồng bằng sông Cửu Long. Mũi đất này còn có tên là Mũi Bãi Bùng. Đây là cực Nam trên đất liền của Việt Nam. Mũi Cà Mau không phải là điểm cố định, nó vẫn tiếp tục mở rộng do phù sa lấn ra biển hằng năm từ 60 m đến 80 m.

## Vị trí

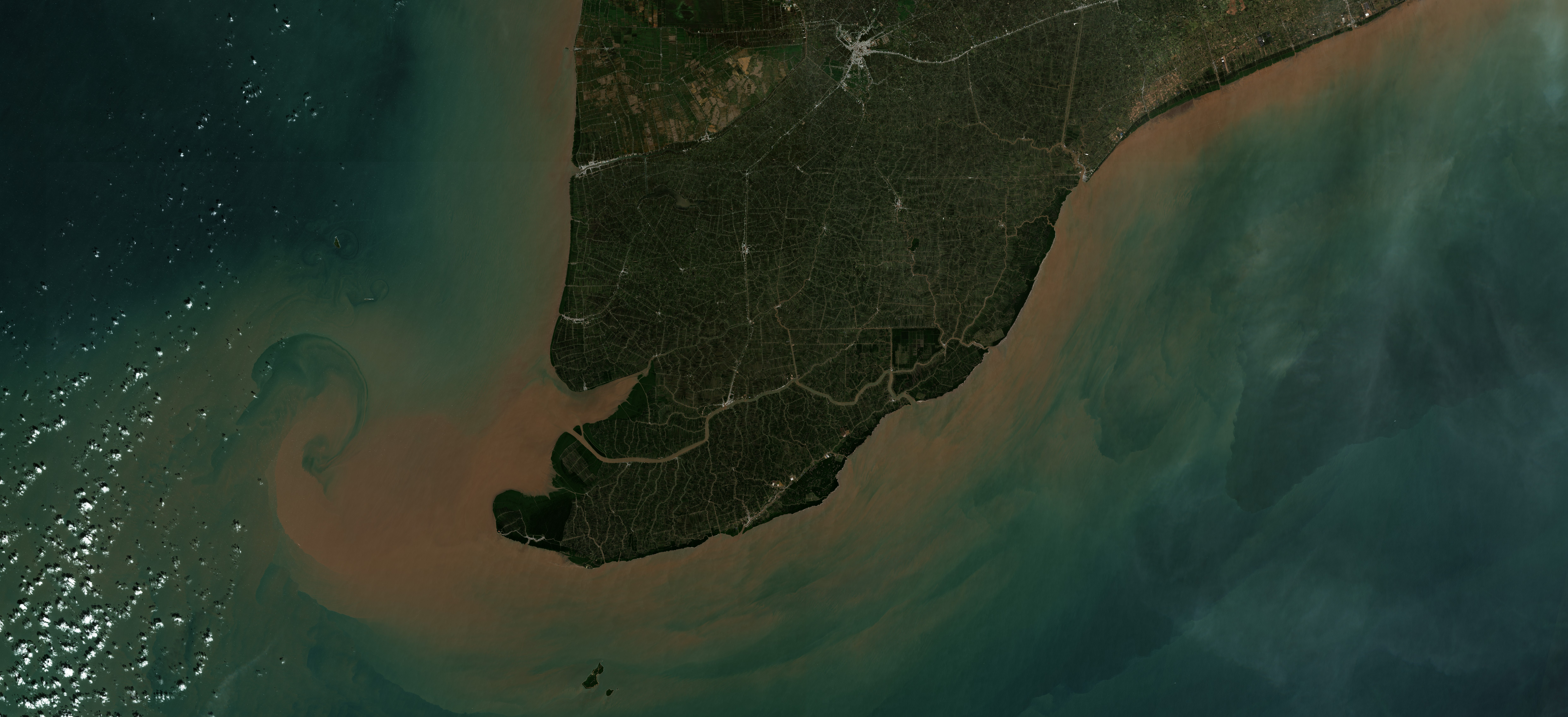
Ảnh vệ tinh khu vực mũi Cà Mau

Mũi Cà Mau là vùng đất nằm về phía Nam của tỉnh Cà Mau, thuộc địa phận xã Đất Mũi, huyện Ngọc Hiển, tỉnh Cà Mau, cách thành phố Cà Mau hơn 110 km. Bên trái mũi là biển Đông, bên phải là Vịnh Thái Lan.
Mũi Cà Mau không phải là 1 điểm, mà là 1 mũi đất với phạm vi là địa phận xã Đất Mũi, là cực Nam trên đất liền của Việt Nam. Điểm chính xác tính bằng tọa độ ở vị trí xa nhất về phía nam mũi đất không cố định do tọa độ có thể thay đổi theo thời gian. Sự thay đổi này là do phù sa bồi đắp vẫn tiếp tục lấn dần ra biển. Cho đến năm 2015, điểm xa nhất phía nam là tọa độ 8°33'903" độ vĩ Bắc 104°50'798" độ kinh Đông, thuộc bãi Khai Long, địa bàn Xóm Rẫy. Công trình Tượng đài Mũi Cà Mau được đặt tại một vị trí khác về phía Tây của mũi đất, thuộc tọa độ 8°37'30" độ vĩ Bắc, 104°43' độ kinh Đông, tọa độ này chỉ là tọa độ được chọn để đặt tượng đài biểu tượng.

## Địa lý tự nhiên

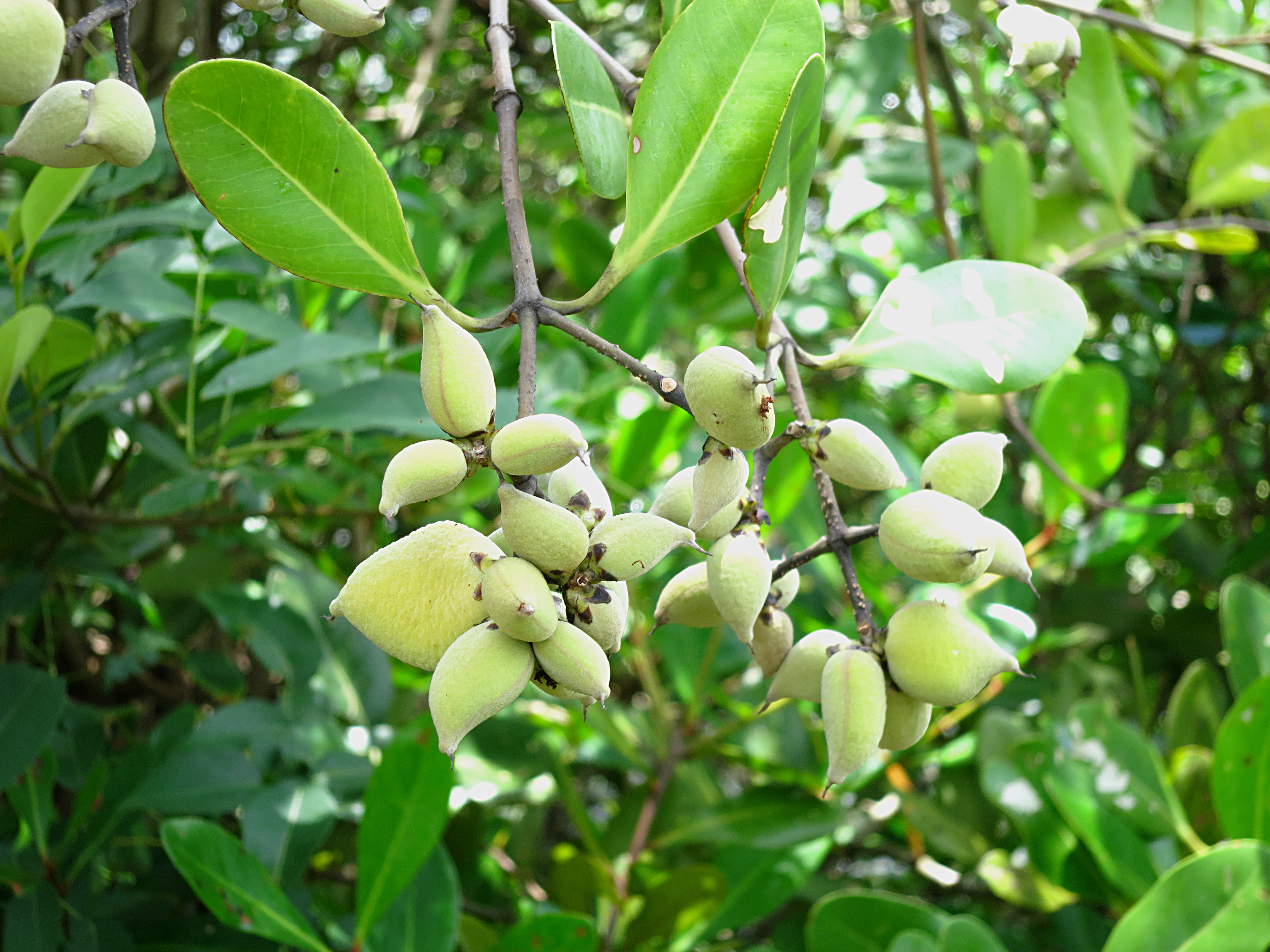
Mấm đen (minh họa)

Khu vực Mũi Cà Mau có hệ sinh thái cửa sông ven biển với rừng ngập mặn đa dạng và phong phú, là một phần thuộc về Vườn quốc gia Mũi Cà Mau. Dòng chảy của thủy lưu ven bờ bao gồm dòng triều lưu và dòng chảy do gió. Từ Gành Hào, dòng chảy triều lưu mang tính chất bán nhật triều không đều, trong một ngày đêm 2 lần nước lên và 2 lần nước rút. Vận tốc chảy dao động từ 0,5 đến 1,0 m/giây. Ảnh hưởng sau dòng triều lưu là dòng chảy do gió. Vào mùa khô, từ Gành Hào đến Mũi Cà Mau, dòng chảy có hướng Tây – Tây Nam, nước chảy ép sát bờ đến Mũi Cà Mau thì chuyển sang hướng Tây, tốc độ dòng chảy là 0,22 đến 0,60 m/giây. Vào mùa mưa, dòng chảy có hướng Đông – Đông Bắc, xu hướng là dịch chuyển ra xa bờ. Mũi Cà Mau vẫn tiếp tục mở rộng do phù sa lấn ra biển hằng năm từ 60 m đến 80 m. Phù sa đã tạo ra các bãi bồi có diện tích trên 120 ha mỗi năm.

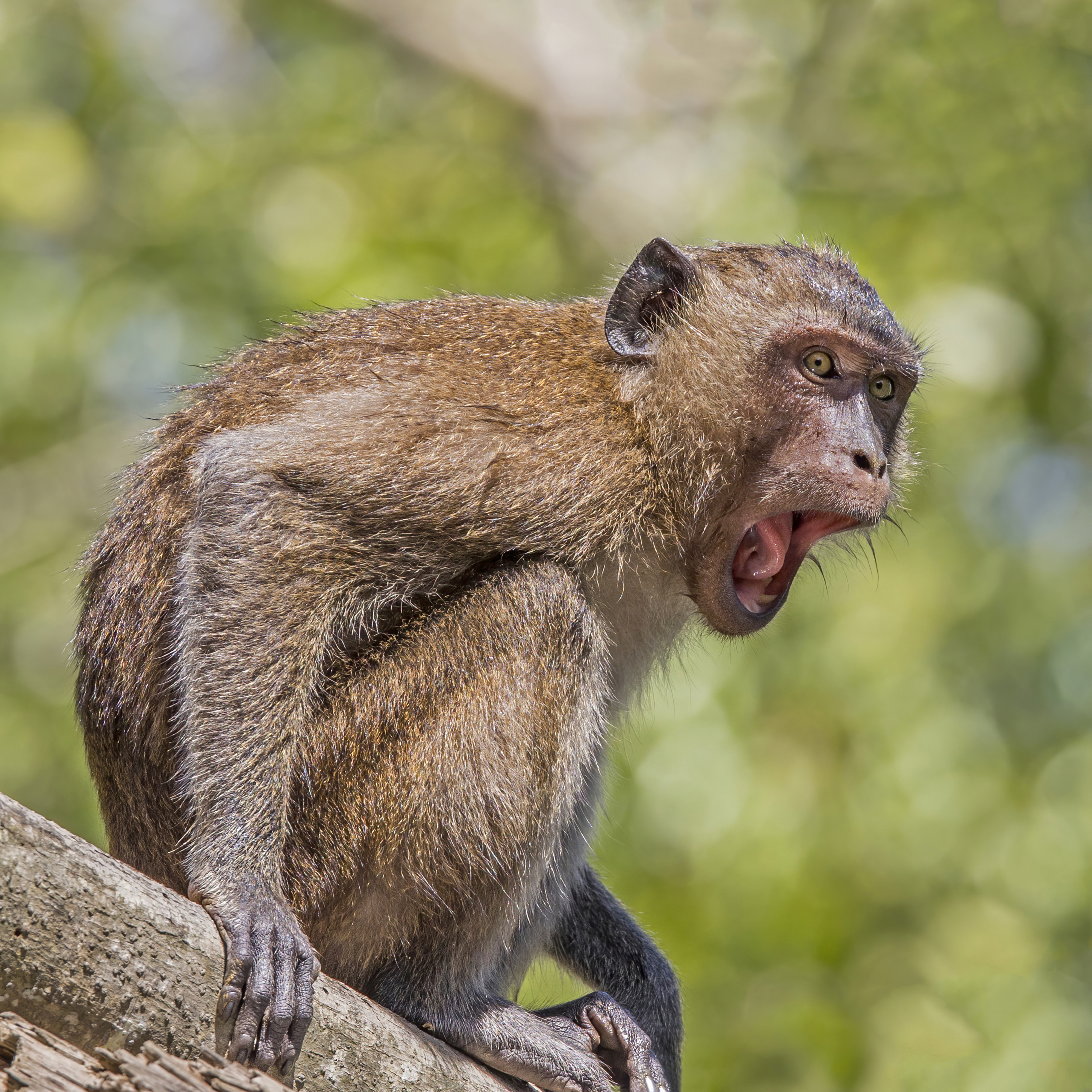
Một con khỉ đuôi dài (minh họa).

Thực vật có 22 loài cây rừng ngập mặn, quần xã thực vật là rừng tái sinh tự nhiên hỗn giao giữa đước, vẹt và rừng mấm thuần loài. Ngoài ra, rừng còn có một ít xu, tra, chà là, ô rô, ráng. Loài cây chiếm ưu thế là mấm trắng, mấm đen, vẹt tách, vẹt dù, đước đôi.
Động vật phong phú, về lớp thú có 13 loài thuộc 9 họ; chim có 74 loài thuộc 23 họ; bò sát có 17 loài thuộc 9 họ; lưỡng cư có 5 loài thuộc 3 họ; cá gồm 175 loài thuộc 116 giống và 77 họ; tôm có 14 loài; động, thực vật phiêu sinh có 133 loài. Trong đó, hai loài thú nằm trong Sách đỏ IUCN của thế giới: khỉ đuôi dài và cà khu. Chim có 5 loài nằm trong Sách đỏ IUCN: cò Trung quốc (Egretta eulophotes), bồ nông chân xám (Pelecanus philippinensis), giang sen (Ibis leucocephalus), rẽ mỏ cong hông nâu (Numenius madagascariensis), quắn trắng (Threskiornis melanocephalus). Ngoài ra, có 7 loài chim và 2 loài bò sát nằm trong Sách đỏ IUCN, 6 loài bò sát nằm trong Sách đỏ Việt Nam. Rừng đất Mũi từng được ghi nhận có lợn rừng, kỳ đà, cá sấu,...và ngày trước được ghi nhận là có cọp.

## Lịch sử
Mũi Cà Mau theo sử sách ghi nhận là đã thuộc chủ quyền chúa Nguyễn vào năm 1708. Những di dân Minh hương dẫn đầu là Mạc Cửu đã khám phá ra các vùng đất phía tây Đồng bằng sông Cửu Long. Ông đã cho lập 7 thôn đầu tiên và chiêu mộ dân tứ xứ, lập chủ quyền vùng đất gọi là Hà Tiên.
Xứ Cà Mau được quản lý bởi đạo Long Xuyên, có hai cảng biển là cảng Đốc Huỳnh và cảng Hàu Ky. Vùng là nơi cùng khai hoang và chung sống của các dân tộc Kinh, Hoa, Khmer. Đất mũi Cà Mau cũng là nơi mà Nguyễn Ánh khi chạy Tây Sơn đã lưu trú và đi qua. Trong thời kỳ chiến tranh Việt Nam, quân đội Mỹ đã ném một lượng lớn bom đạn và rải chất độc hóa học xuống các cánh rừng đất mũi.
Một ghi nhận từ năm 1990 đến 1998, rừng đất Mũi Cà Mau bị khai thác quá mức có diện tích lên tới 4.661 ha. Những người phá rừng được ghi nhận là dân tứ xứ đến đây, phần lớn bao gồm thương binh, cán bộ hưu trí, bộ đội phục viên, sĩ quan về hưu.
Năm 2003, Vườn quốc gia Mũi Cà Mau thành lập trên cơ sở ban đầu là Khu bảo tồn thiên nhiên Đất Mũi, với tổng diện tích 41.862 ha, trong đó 12.203 thuộc phân khu bảo vệ nghiêm ngặt.

## Dân cư – Kinh tế
Trục giao thông quan trọng đến Mũi Cà Mau là đường Hồ Chí Minh đoạn Năm Căn – Đất Mũi, tổng chiều dài 51,3 km. Tuyến đường có bề rộng nền đường 7,5 m, bề rộng mặt đường là 6 m, chi phí xây dựng hơn 3.540 tỷ VND.

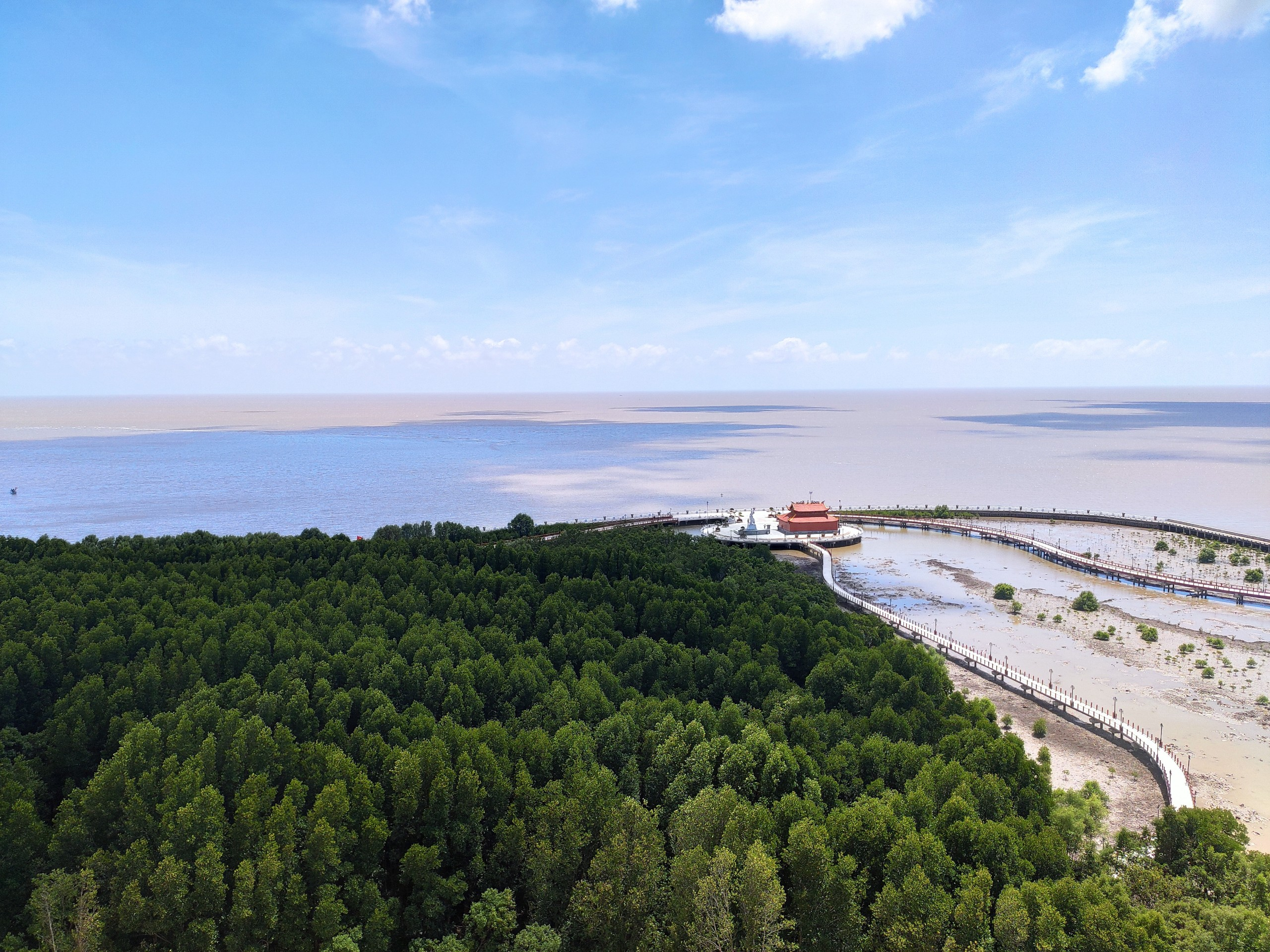
Đền thờ Lạc Long Quân.

Dân cư sống dọc theo hệ thống các kênh rạch chằng chịt. Dân địa phương nuôi hàu với năng suất thương mại 200 tấn/năm, nổi bật là hàu sữa. Khu vực bãi bồi Mũi Cà Mau được dân địa phương sử dụng để nuôi nghêu. Một số sản phẩm truyền thống địa phương bao gồm chiếu cói, đũa đước, mắm đồng. Ẩm thực có mực ống, tôm biển nướng,...Các đặc sản ẩm thực trong vùng bao gồm cá thòi lòi nướng muối ớt, hàu chấm mù tạt, cua gạch son, vọp luộc gừng chấm mắm, lẩu mắm ăn với rau choại,...Thềm biển Mũi Cà Mau đã có phát hiện các mỏ dầu khí.

### Các công trình nổi bật

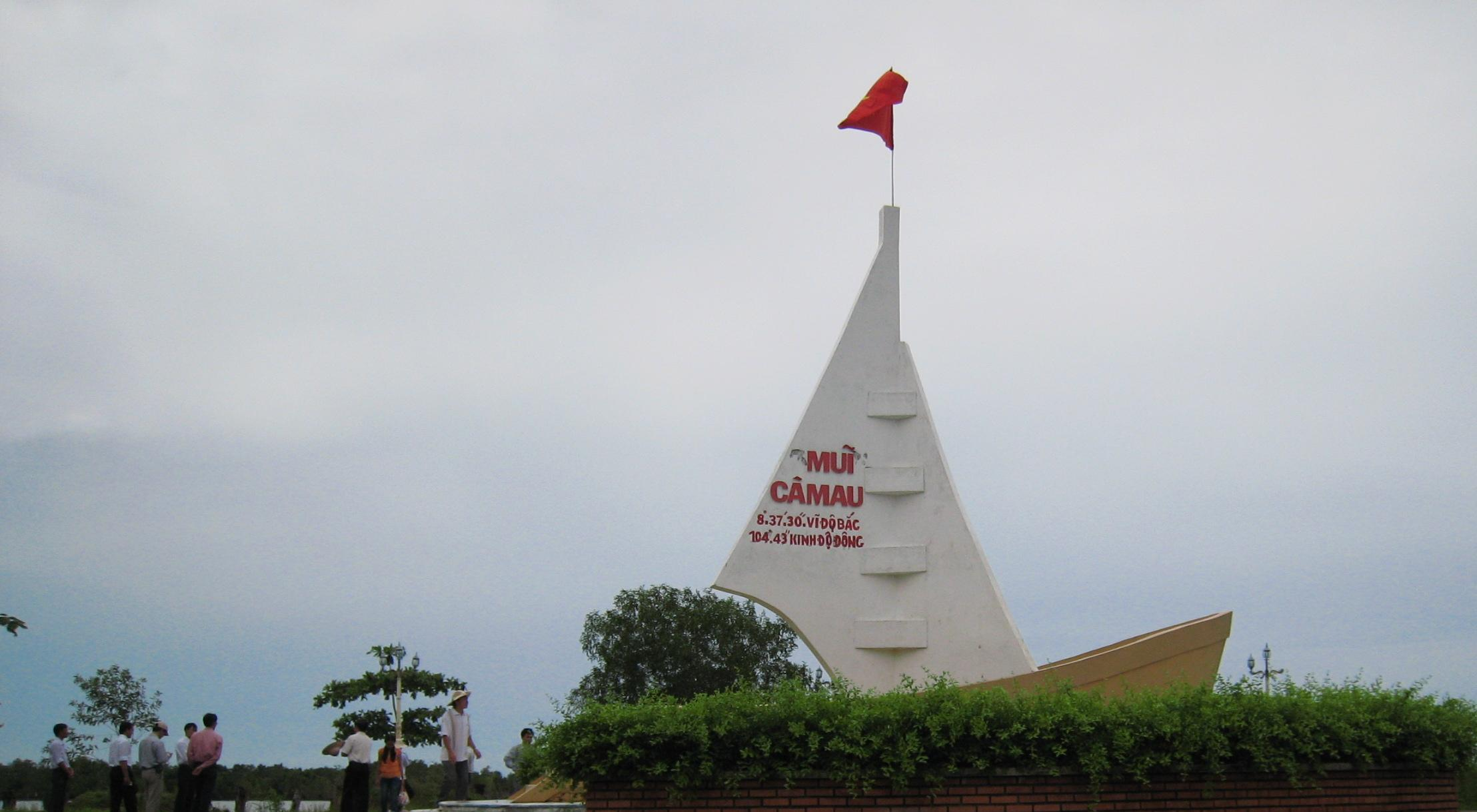
Tượng đài Mũi Cà Mau

Khu vực đất mũi có các công trình như cột Mốc toạ độ quốc gia, Cột cờ Hà Nội, Tượng đài Mũi Cà Mau, Đền thờ Lạc Long Quân, Công trình Mốc đường Hồ Chí Minh, Tượng đài cua Cà Mau, là các địa điểm tham quan đã đưa vào khai thác du lịch. Ước tính có 60.000 đến 70.000 du khách đến đất mũi hằng năm, trong đó có du khách quốc tế. Chính quyền địa phương đã quy hoạch Khu du lịch Mũi Cà Mau với diện tích 56 ha.
- Công trình Mốc đường Hồ Chí Minh, là công trình ở cuối tuyến đường Hồ Chí Minh từ miền Bắc đi qua 28 tỉnh thành đến Cà Mau. Diện tích của khu công trình là 11.000 m2, được khởi công và ngày 15 tháng 2 năm 2017 và hoàn thành vào ngày 15 tháng 3 năm 2019. Công trình là một trụ cao 19 m có các dòng chữ "Mốc điểm cuối đường Hồ Chí Minh" và "Km 2436" với phù điêu hai bên.[8]
- Đền thờ Lạc Long Quân là khu vực gồm một đền thờ và bức tượng Mẹ trên 1.758 m2, trong đó đền thờ có diện tích 149 m2 xây bằng gỗ cẩm với kiến trúc 3 gian 2 chái.[8]
- Công trình Tượng đài Mũi Cà Mau có hình một con thuyền buồm, bên trên khắc 2 câu thơ của Xuân Diệu và tọa độ Mũi Cà Mau "8°37'30" độ vĩ Bắc, 104°43' độ kinh Đông".[8]
- Mốc tọa độ Quốc gia GPS0001 được xác định vào tháng 1 năm 1995.[8]
- Cột cờ Hà Nội xây dựng ngày 16 tháng 1 năm 2016, có tổng diện tích hơn 16.000 m2 và có chiều cao 45 m. Cột có hình bát giác côn, trên đỉnh là lầu bát giác cao 3,9 m, với diện tích 39 m2, tầng mái lầu bát giác cao 1,5 m.[8]
- Tượng đài cua Cà Mau được khởi công xây dựng từ ngày 9 tháng 7 năm 2019 bằng chất liệu composite. Kích thước 5m x 2,8m x 1,72m.[8]

Ngày 2 tháng 11 năm 2019, tỉnh Cà Mau quyết định di dời biểu tượng con tàu Tượng đài Mũi Cà Mau đến vị trí khác. Biểu tượng con tàu sẽ di dời đến vị trí mới là khu vực đầu bờ kè chống sạt lở Mũi Cà Mau. Nguyên nhân là vì biểu tượng con tàu đã xây dựng lâu, có cốt nền thấp, bị ngập khi triều cường dâng cao.

## Biến động môi trường
Bên cạnh việc được phù sa bồi đắp, vùng đất Mũi Cà Mau cũng xảy ra hiện tượng sạt lở ven biển. Vào năm 2011, tình trạng sạt lở trở nên nghiêm trọng đến mức báo chí lo ngại sẽ mất Mũi Cà Mau. Tình trạng sạt lở chủ yếu ở phía đông của mũi đất. Các bờ kè bằng đá hộc và cây dừa đổ đất bị sóng biển cuốn trôi. Dự án kè bê tông trị giá 18 tỷ đồng của Công ty Trách nhiệm hữu hạn xây dựng – thương mại – du lịch Công Lý thi công trong 3 năm bị sạt lở và các cột bê tông nằm xa ngoài khơi. Nhiều đoạn đường mất do sạt lở, và khoảng cách ăn sâu vào bờ có chỗ đến 2 km. Nguyên nhân được cho là bắt nguồn từ việc đốn hạ các mảng rừng để xây dựng các công trình, tượng đài của Khu du lịch Mũi Cà Mau khiến đất trơ trọi.
Để chống chọi lại biến động môi trường này, ngày 10 tháng 7 năm 2012, bờ kè chống sạt lở Mũi Cà Mau được thi công khẩn cấp, gồm hai hàng cột bê tông ly tâm song song với khoảng cách hai hàng là 1,5 m. Giữa hai hàng cột đặt đá. Tổng chiều dài cho đến năm 2020 được thống kê là 3 km. Năm 2016, chính quyền tỉnh Cà Mau đã cho trồng thêm 1.300 ha rừng phòng hộ tại các bãi bồi. Đồng thời, chi tiêu thêm 811 tỷ VND để xây dựng 20 km đê chắn sóng biển và 6,7 km kè rọ đá, kè tường mềm.

### Sách
- Bửu Ngôn (1998). Du lịch ba miền, Tập 1. Nhà xuất bản Trẻ. OCLC 606297579.
- Nguyễn Như Ý (2004). Từ điển địa danh văn hóa và thắng cảnh Việt Nam. Nhà xuất bản Khoa học xã hội. OCLC 58410687.
- Nguyễn Thị Ngọc Ẩn (2001). Sinh thái học và môi trường. Nhà xuất bản Nông nghiệp. OCLC 1084476718.
- Phan Khánh (1981). Sơ thảo lịch sử thủy lợi Việt Nam, Tập 1. Nhà xuất bản Khoa học xã hội. OCLC 12724084.
- Trần Mạnh Thường (2005). Việt Nam - Văn hóa và du lịch. Nhà xuất bản Thông tấn. OCLC 951290475.
- Trung tâm biên soạn từ điển bách khoa Việt Nam (1995). Từ điển bách khoa Việt Nam: A-Đ. Hội đồng quốc gia chỉ đạo biên soạn từ điển bách khoa Việt Nam, Trung tâm biên soạn từ điển bách khoa Việt Nam. OCLC 1083191751.
- Trung tâm thông tin thương mại (Việt Nam) (2005). Niên Giám Thương Mại Việt Nam. Nhà xuất bản Thống kê. OCLC 1223374046.
- Việt-Nam đất nước giàu đẹp, Tập 1. Nhà xuất bản Sự thật. 1978.

### Báo
- Hội nhà văn Việt Nam (2004). Văn nghệ dân tộc, Số phát hành 9-2004. Báo Văn nghệ.

### Tạp chí
- Đảng Xã hội Việt Nam (1976). "Tổ quốc, Số phát hành 352-363". Đảng Xã hội Việt Nam. {{Chú thích tạp chí}}: Chú thích magazine cần |magazine= (trợ giúp)

### Kỷ yếu hội thảo khoa học
- Hà Văn Tấn, Phan Ngọc, Phong Lê, Hồ Tôn Trinh (1993). Văn hóa và phát triển kinh tế - xã hội: Kỷ yếu hội thảo khoa học. Trung tâm khoa học xã hội và nhân văn quốc gia.{{Chú thích sách}}:  Quản lý CS1: nhiều tên: danh sách tác giả (liên kết)